# Oława (comune rurale)
Oława è un comune rurale polacco del distretto di Oława, nel voivodato della Bassa Slesia.
Ricopre una superficie di 233,98 km² e nel 2006 contava 13 438 abitanti.
Il capoluogo è Oława, che non fa parte del territorio ma costituisce un comune a sé.

## Geografia antropica

### Frazioni
Il territorio comunale comprende le seguenti frazioni rurali o sołectwo: Bolechów, Bystrzyca, Chwalibożyce, Drzemlikowice, Gać, Gaj Oławski, Godzikowice, Godzinowice, Jaczkowice, Jakubowice, Janików, Jankowice, Jankowice Małe, Lizawice, Marcinkowice, Marszowice, Maszków, Miłonów, Niemil, Niwnik, Oleśnica Mała, Osiek, Owczary, Psary, Ścinawa, Ścinawa Polska, Siecieborowice, Siedlce, Sobocisko, Stanowice, Stary Górnik, Stary Otok e Zabardowice.